# Казимир I Опольський
Казимир I Опольський (1178/1180 — 13 травня 1230) — князь опольський і ратиборський (1211—1230). Представник Сілезької гілки династії П'ястів.

## Біографія
Старший (і єдиний) син сілезького, опольського і ратиборського князя Мєшка IV Кривоногого і Богемської князівні Людмили.
У травні 1211 року, після смерті свого батька Мешка, Казимир успадкував Опольсько-Ратиборське князівство. Між 1212 і 1220 роками Казимир Опольський одружився з Віолою, яку вважають або болгарською або угорською принцесою (пом. 1251), від шлюбу з якою мав двох дочок і двох синів.
1225 року Казимир I надавав військову допомогу Вроцлавському князю Генріху I в боротьбі за Краківський Великокняжий престол.
Помер 13 травня 1230 р. Після смерті Казимира I, князь Генріх I взяв на себе регентство і опіку його малолітніх синів, а вдова княгиня Віола управляла князівством до повноліття старшого сина Мешка II.

## Родина
Дружина — Віола (пом. 1251), можливо болгарська або угорською принцеса
Діти:
- Мешко II (бл. 1220—1246) — князь Опольсько-Ратиборський (1230—1246)
- Володислав І (1225—1282) — князь Опольсько-Ратиборський з 1246 р
- Венцеслава (1226/28? — ?), черниця
- Єфросинія (1228/30—1292), в першому шлюбі з 1257 за Казимиром I Куявським; в другому з 1275 за Мстивоєм II Померанським.